# Aristides Pereira
Aristides Pereira (17. listopadu 1923, Boa Vista, Kapverdy – 22. září 2011 Coimbra) byl první prezident Kapverd.

## Život
Po dokončení základní školy na ostrově Boa Vista se stal technikem v oblasti rádiové a telegrafní techniky. Koncem 50. let získal místo šéfa telekomunikací v Guineji-Bissau a začal se angažovat v odborovém hnutí. Poté, co byl svědkem střelby portugalských sil do demonstrantů, připojil se k rozrůstajícímu se osvobozeneckému hnutí a brzy se stal členem ústředního výboru Africké strany nezávislosti Guineje a Kapverd (Partido Africano da Independencia da Guine e Cabo Verde – PAIGC). Nejvyššího postavení ve straně dosáhl poté, co byl roku 1973 zavražděn její dlouholetý vůdce Amílcar Cabral.
Po převratu, který v Portugalsku ukončil diktaturu, získaly Kapverdy 5. července 1975 nezávislost, Pereira se stal jejich prvním prezidentem a vyhlásil, že vláda v republice bude na demokratických základech. Jednotná PAIGC vládla úspěšně v obou bývalých portugalských koloniích až do roku 1980, kdy došlo v Guineji-Bissau k převratu.
V obavách z podobného vývoje ve vlastní zemi opustil Pereira své demokratické sliby, dal uvěznit několik potenciálních oponentů a zavedl v zemi jednostranický politický systém. Tento krok jen posílil nespokojenost obyvatelstva, které strádalo častým nedostatkem potravin.
Dosáhnout ekonomické nezávislosti ostrovů chtěl Pereira prostřednictvím pozemkové reformy a znárodňování. Tento levicový program však byl v porovnání s jinými africkými státy socialistické orientace prováděn citlivě a pragmaticky. Přesto vláda jedné strany vyvolávala sílící opoziční protesty.
V roce 1991 Pereira souhlasil s konáním demokratických voleb, ve kterých posléze sám kandidoval. V prezidentských volbách jasně zvítězil kandidát opozice António Manuel Mascarenhas Gomes Monteiro, Pereira uznal svoji porážku a odešel z aktivní politiky. V následujících letech příležitostně publikoval své komentáře k dění v zemi i k událostem jinde v Africe.
Od roku 2011 nese jeho jméno mezinárodní letiště Boa Vista Rabil.

## Vyznamenání
- velkokříž s řetězem Řádu prince Jindřicha – Portugalsko, 31. ledna 1986[1]
- Řád José Martího – Kuba, 1989[2]
- velkokříž s řetězem Řádu svatého Jakuba od meče – Portugalsko, 9. srpna 1989[1]
- Řád Agostinha Neta – Angola, 1992[3]
- velkokříž Řádu Jižního kříže – Brazílie
- Medaile Amílcara Cabrala – Guinea-Bissau
- Řád Amílcara Cabrala I. třídy – Kapverdy[3]
- velkokříž Národního řádu lva – Senegal